# Cantó de Bozel
El cantó de Bozel és un cantó francès del departament de la Savoia, situat al districte d'Albertville. Té 10 municipis i el cap és Bozel.

## Municipis
- Bozel
- Brides-les-Bains
- Champagny-en-Vanoise
- Feissons-sur-Salins
- Montagny
- La Perrière
- Les Allues
- Planay
- Pralognan-la-Vanoise
- Saint-Bon-Tarentaise

## Història
| Període                                   | Identitat             | Partit          | Qualitat |
| ----------------------------------------- | --------------------- | --------------- | --- |
| Les dades anteriors no són pas conegudes. |                       |                 | |
| 1949-1955                                 | M. Ruffier            | DVD             | |
| 1955-1961                                 | M. Pendarie           | DVD             | |
| 1961-196.                                 | M. Mollier            | MRP             | |
| 196.-1979                                 | Camille Blanc         | DVG després PS  | Alcalde de Planay |
| 1979-1998                                 | Camille Chedal-Anglay | DVD             | |
| 1998-en cours                             | Vincent Rolland       | RPR després UMP | Diputat (2002-2007) Adjunt a l'alcalde de Pralognan-la-Vanoise Conseller Municipal d'Albertville (des de 2008) Vicepresident del Consel General |

## Demografia
| 1882 | 1926 | 1962 | 1968 | 1975 | 1982  | 1990  | 1999  | 2008  |
| ?    | ?    | ?    | ?    | ?    | 7.306 | 8.055 | 9.010 | 9.471 |
| ---- | ---- | ---- | ---- | ---- | ----- | ----- | ----- | ----- |
|      |      |      |      |      |       |       |       |       |